# ISRN
ISRN ist die Abkürzung für International Standard Technical Report Number, ein internationales Identifikationssystem für Technische Berichte. Es handelt sich dabei um Dokumente sowohl in gedruckter als auch elektronischer Form.
Das System ist beschrieben in der internationalen Norm ISO 10444:1994. Diese Norm wurde im Jahr 2007 widerrufen.
Eine ISRN ist ein alphanumerischer Code von maximal 36 Zeichen. Vorangestellt wird immer das „ISRN“, auf das eine einmalige Identifikationsnummer folgt.
Beispiele:
- ISRN UIUCLIS--2001/9+EARCH (ISRN ist ein Bericht von der University of Illinois at Urbana-Champaign, UIUC).
- ISRN INRIA/RR--4855--FR+ENG (ISRN ist ein Bericht des französischen Forschungsinstituts Institut national de recherche en informatique et en automatique, INRIA).

## Identifikationsnummern für andere Publikationen
Für andere Formen der Publikation, wie z. B. Periodika oder notierte Musikwerke, gibt es eigene Nummernsysteme:
- ISAN – International Standard Audiovisual Number
- ISBN – International Standard Book Number
- ISMN – Internationale Standard-Musik-Nummer (für gedruckte und digitalisierte Notensätze)
- ISRC – The International Standard Recording Code
- ISSN – Information and documentation – International Standard Serial Number / Internationale Standard-Seriennummer (für Periodika)
- ISTC – International Standard Text Code
- ISWC – International Standard Musical Work Code